# Polizeiruf 110: Raubvögel
Raubvögel ist ein deutscher Kriminalfilm von Esther Wenger aus dem Jahr 2012. Es ist die 326. Folge innerhalb der Filmreihe Polizeiruf 110, der 48. Fall für die halleschen Kommissare Schmücke und Schneider und der sechste Fall für die Oberkommissarin Nora Lindner (Isabell Gerschke).

## Handlung
Auf einem stillgelegten Industriegelände in Halle wird der Fluglehrer André Wanka tot aufgefunden. Er wurde den Spuren nach erschlagen und sehr wahrscheinlich hier nur abgelegt. Weigand findet an den Schuhen des Opfers Erdpartikel, die zu einem nahegelegenen Naturschutzgebiet führen. Dort arbeitet Wankas Ehefrau als Naturschützerin, von der er sich aber seit zwei Jahren getrennt hat und lebte mit Jenny Münzer zusammen. Sie betreibt zusammen mit ihrem Bruder Dominik einen sanierungsbedürftigen Bauernhof, den sie zu einem Familiengasthof umbauen wollen. Sie weiß, dass sich Wanka zuletzt mit dem Spediteur Ulf Adamski treffen wollte, für den er angeblich einen Auftrag erledigen sollte.
Nach mehrfacher Beleuchtung aller möglichen Motive bleibt am Ende die unübersehbare Spur zum Naturschutz und der illegale Handel mit Adlereiern. Wanka hatte durch die ornithologische Tätigkeit seiner Exfrau Kenntnis von Nistplätzen der in der Nähe brütenden Schreiadler. Obwohl die geheim gehalten wurden, hatte Wanka sie bei seinen Rundflügen ausspionieren können. Über Ulf Adamski wollte er die wertvollen Eier im Ausland zu Geld machen. Als ihm Maria Wanka, die ihr ganzes Leben dem Schutz dieser Tiere widmete, auf die Schliche kam, hatte sie ihren Exmann vor Wut mit einem Spaten erschlagen.

## Hintergrund
Raubvögel wurde von Saxonia Media Filmproduktion im Auftrag des MDR produziert und am Flugplatz Allstedt, in Ballenstedt, an der Roseburg, in Falkenstein, Halle und Quedlinburg gedreht.

## Rezeption

### Einschaltquote
Die Erstausstrahlung des Polizeiruf Raubvögel am 18. März 2012 wurde in Deutschland insgesamt von 8,12 Millionen Zuschauern gesehen. Damit wurde ein Marktanteil von 21,94 Prozent erreicht.

### Kritik
Rainer Tittelbach von tittelbach.tv meint ernüchternd: „In den letzten beiden Filmen deutete sich ja ein gewisser Aufschwung im Hallenser ‚Polizeiruf‘-Team an, doch mit der Folge ‚Raubvögel‘ sind die Herren Schmücke und Schneider sowie ihre junge Kollegin Nora Lindner wieder bei einem belanglosen Whodunit-Fall angekommen. Die Psychologie selbst der spannenderen Figuren bleibt der Krimi-Konvention untergeordnet, so dass hier auch Schauspielerinnen wie Henny Reents und Esther Zimmering nichts mehr retten können.“
Auch bei Quotenmeter findet wenig Positives: „Die Figuren sind schwammig entworfen, noch schwammiger als bei den meisten anderen deutschen Fernsehkrimis. Die Handlungsmotive bleiben an der Oberfläche, der Sprachduktus beim üblichen Gefühls-Larifari, ohne jemals auch nur ansatzweise in die Tiefe vorzudringen. Da kann man es den Schauspielern allenfalls bedingt anlasten, wenn das Resultat auf dem Fernsehbildschirm platt und unausgegoren aussieht.“
Die Kritiker der Fernsehzeitschrift TV Spielfilm vergaben eine mittlere Wertung (Daumen zur Seite) und merkten auf den Titel bezogen an: „Eher ein gemächlicher, betagter Stelzvogel“.